# Дюмайе, Пьер
Пьер Дюмайе (фр. Pierre Dumayet; 24 февраля 1923 года, Удо, Франция — 17 ноября 2011 года, Париж, Франция) — французский журналист, писатель, сценарист и телепродюсер, стоявший у истоков французского телевидения.

## Биография
Родился 24 февраля 1923 года в Удо (Ивелин) в семье высокого чиновника Банка Франции. В 1940 году получил степень бакалавра по философии в Шартре. В 1947 году становится журналистом на радио, где работает под руководством писателя Жана Лескюра (фр. Jean Lescure).
В 1949 году впервые попал на телевидение, где работал над первыми теленовостями французской национальной телекомпании RTF.
В 1950 году режиссёр Клод Барма (фр. Claude Barma) запустил первую «мыльную оперу» на французском телевидении L’Agence Nostradamus, для которой Дюмайе написал все девять эпизодов.
В 1953 году программный директор RTF Жан Д’Арси (фр. Jean d'Arcy) придумал первую в истории Франции литературную программу Lectures pour tous, которую в течение следующих пятнадцати лет Дюмайе делал вместе с журналистом Пьером Дегропом (фр. Pierre Desgraupes). Также Дюмайе является соавтором, сценаристом и продюсером различных шоу, выходящих на ТВ, в частности таких как шоу-реконструкция судебных процессов En votre âme et conscience (совместно с Дегропом) и новостной тележурнал Cinq colonnes à la une, созданный в ответ на политику президента Де Голля. За свою карьеру он взял интервью у таких знаковых представителей французской культуры, как Эжен Ионеско, Клод Леви-Стросс, Жан Кокто, Хорхе Луис Борхес, Робер Бадентер, Луи-Фердинанд Селин, Рене Госинни, Мари Бенар.
В 1962 году после выхода в свет автобиографии Далай-Ламы XIV «Моя страна и мой народ» Дюмайе взял интервью у двух первых тибетских лам, которые приехали во Францию после Тибетского восстания 1959 года.
Скончался 17 ноября 2011 года в возрасте 88 лет. Похоронен на кладбище Баж.